# La Lune rousse (journal satirique)
Pour les articles homonymes, voir Lune rousse.
La Lune rousse est un hebdomadaire satirique illustré français, publié entre le 10 décembre 1876 et le 21 décembre 1879.

## Histoire

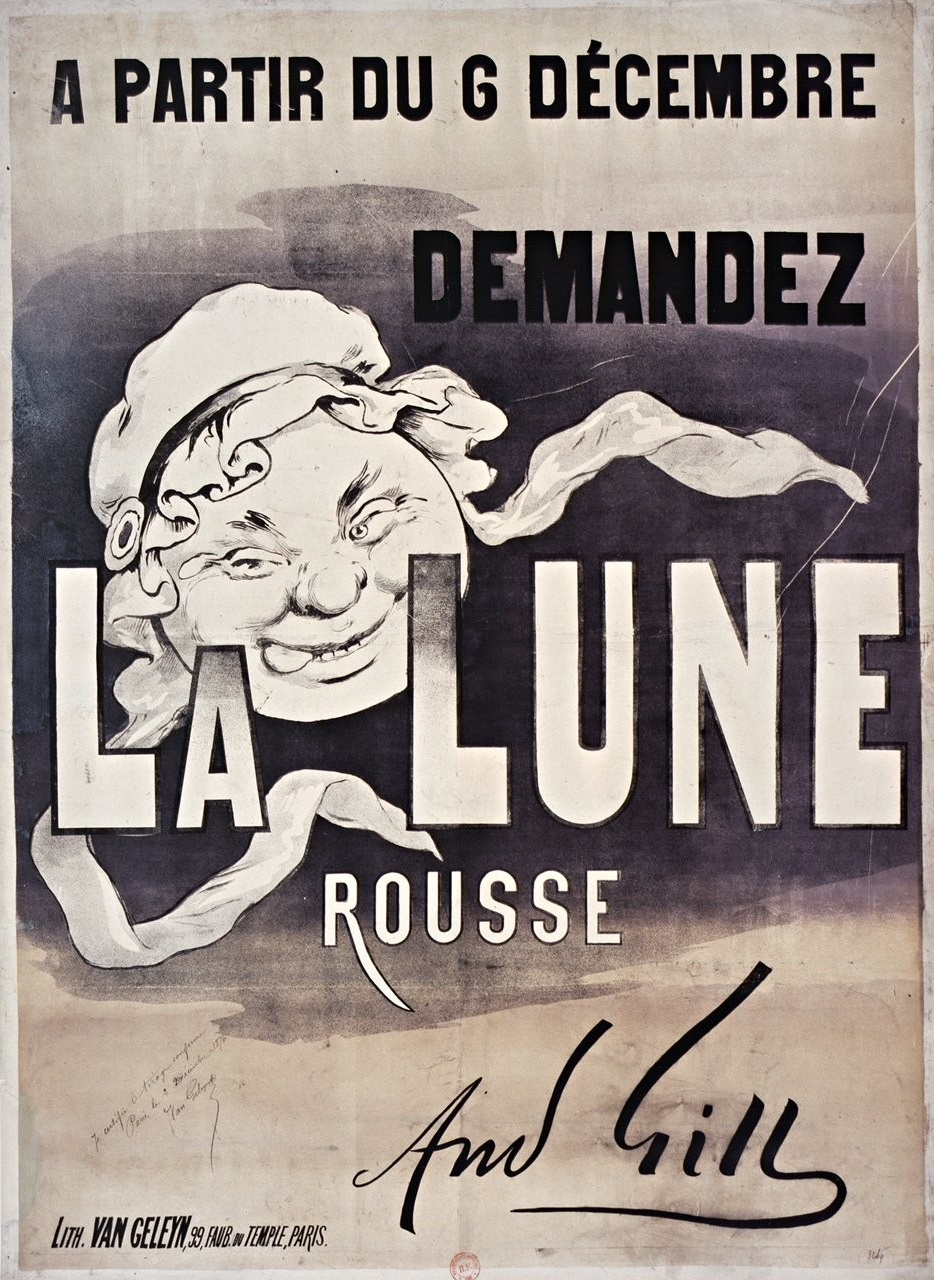
Affiche pour le lancement de la Lune rousse.

En 1876, André Gill est le dessinateur principal de L’Éclipse. Fondé en 1868, ce magazine satirique est le successeur direct de La Lune (1865-1868), publication sur laquelle Gill a bâti sa renommée de caricaturiste. Préoccupée par une baisse des ventes, la direction de L’Éclipse décide de réduire le format du journal afin de le rendre plus pratique et donc plus attractif. Ce changement, opéré le 1er juillet, ne satisfait pas pleinement Gill, qui décide de fonder un nouvel avatar de La Lune, qu'il baptise La Lune rousse.
La Lune rousse est lancée le 10 décembre 1876. Les caricatures dessinées par Gill y sont initialement publiées en première page, comme dans l'ancienne formule de L’Éclipse, avant d'occuper toute la largeur de la double page centrale dès le 11 février 1877.

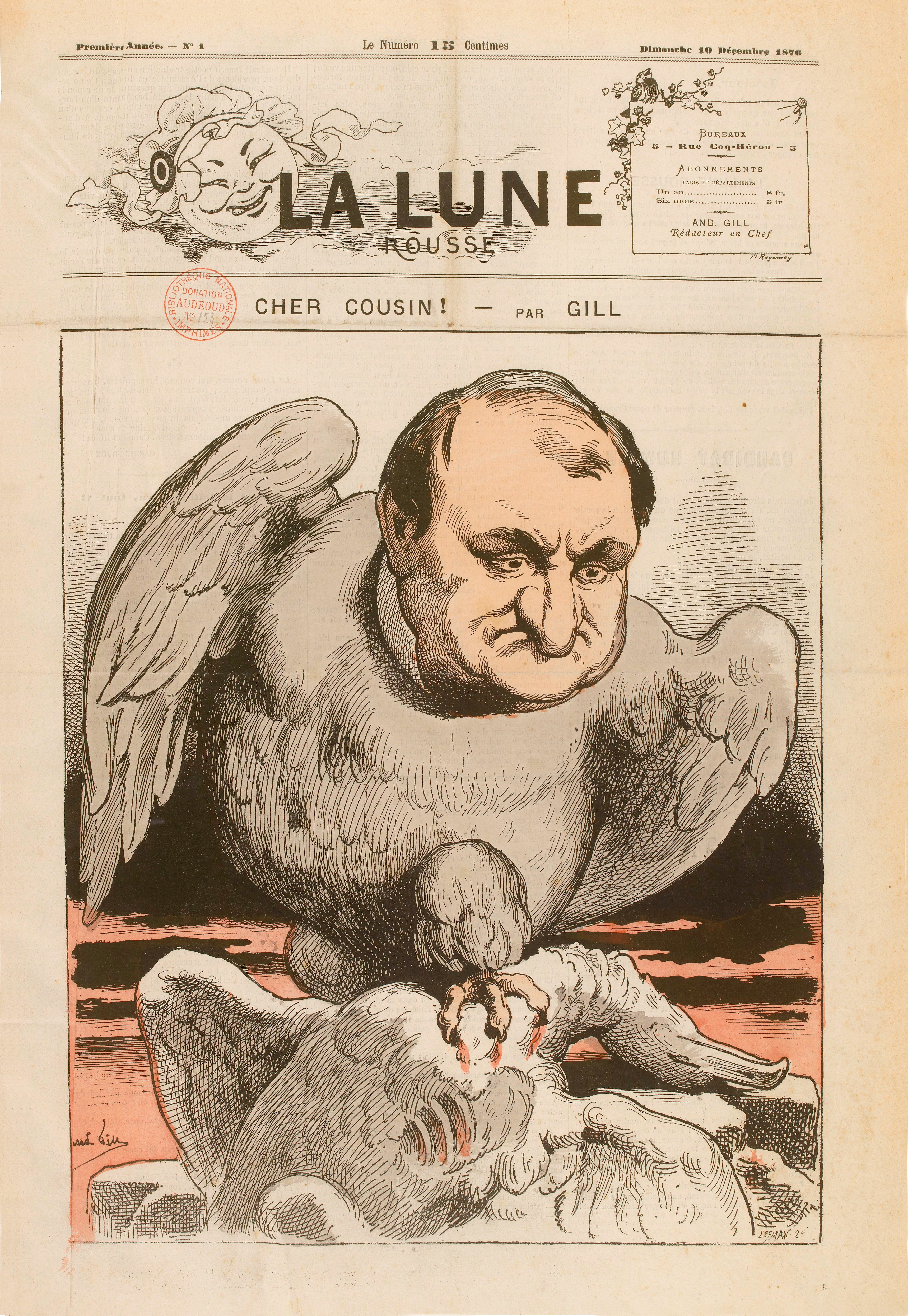
Le numéro 1, paru le 10 décembre 1876. Caricature de Napoléon-Jérôme Bonaparte par André Gill.

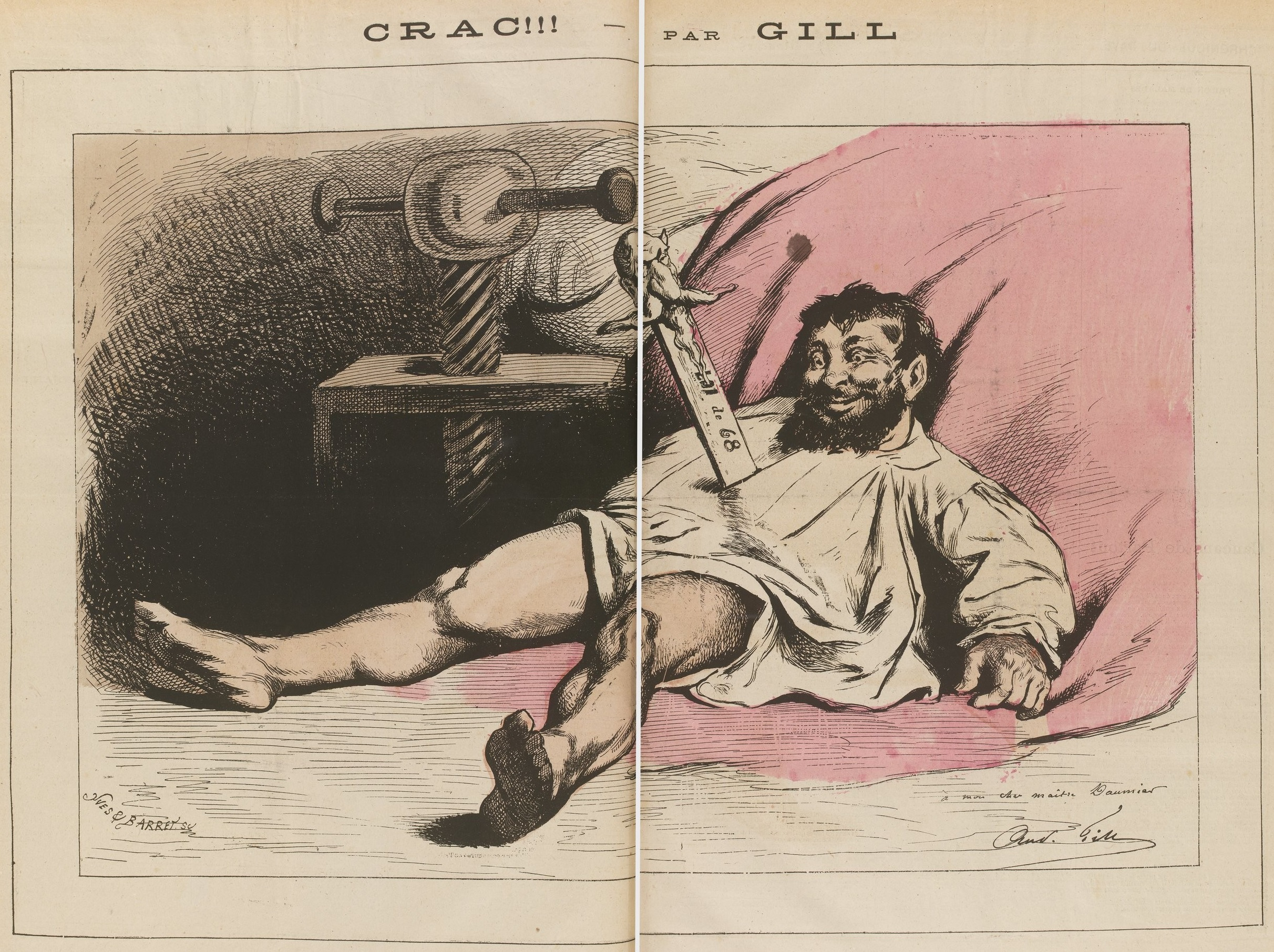
Dessin du 18 février 1877 critiquant l'application de la loi de 1868 sur la presse et rendant hommage au Massacre de la rue Transnonain de Daumier.

Républicaine et anticléricale, la Lune rousse est plusieurs fois confrontée à la censure. Moins de quinze jours après la parution du premier numéro, un dessin évoquant le scandale Germiny est ainsi interdit. Le numéro du 25 février 1877, vendu au profit des canuts de la Croix-Rousse, est saisi car son dessin n'a pas été soumis à l'autorisation préalable. La semaine suivante, Gill proteste au moyen d'un dessin dans lequel il fait face à la censure, symbolisée par une monstrueuse paire de ciseaux, tandis que la Lune rousse, effrayée, vient chercher refuge auprès du dessinateur.
Les déboires de La Lune rousse avec la censure s'intensifient pendant la crise du 16 mai 1877, marquée par la lutte entre l'exécutif monarchiste et les républicains. Loin de se décourager, Gill poursuit la publication de La Lune rousse tout en lui donnant pour complément Le Bulletin de vote, diffusé à l'époque des élections législatives de 1877 afin de promouvoir les candidatures républicaines.
En 1878, les ventes de La Lune rousse ont du mal à couvrir les frais du journal. Le prix au numéro passe ainsi de 15 à 20 centimes dès le 26 mai. Quelques semaines plus tard, Gill lance une publication plus populaire, La Petite Lune, qui se caractérise par son petit format et son prix modique de 5 centimes. Ce nouvel avatar de La Lune rencontre un certain succès, démontré par son tirage à 80 000 exemplaires.
Afin de sauver la Lune rousse, son prix est abaissé à dix centimes le 15 juin 1879. Cette réduction est permise par sa fusion avec La Petite Lune, qui occupe désormais la quatrième page de sa grande sœur, tandis que le dessin en couleur reprend sa place initiale en première page. Malgré cette nouvelle formule, le succès n'est pas au rendez-vous, et la Lune rousse cesse de paraître à la fin de l'année.

## Collaborateurs
- Marc Bayeux[1]
- Paul Bernay (d)[6]
- Philippe Cattelain[1]
- Louis de Gramont[1]
- Ernest d'Hervilly[1]
- Clovis Hugues[1]
- Georges Lorin[6]
- Paul Mahalin (alias Clerc de la Lune)[1]
- Adolphe Perreau (d) (alias Maxime Rude)[1]
- Clément Privé[1]
- Jean Quidam[6] (pseudonyme d'Arthur Jerrold (d))
- Félix Régamey[7]